# Alfonso Alcaraz
Alfonso Alcaraz del Río (Orense, 23 de septiembre de 1922-Ibidem, 26 de diciembre de 1957), fue un poeta español, de origen gallego.

## Trayectoria
Hijo de María del Río Adánez y Miguel Alcaraz Sogorb, se crio en el seno de una familia profundamente católica y de tradición carlista en la plaza del profesor Manuel Sueiro (entonces de Topete). Educado en el Colegio Sueiro y en el seminario de Orense, no terminó los estudios por causa de la Guerra Civil. Entonces, Alcaraz se fugó de la ciudad natal y falseó sus datos para poder participar en la contienda, donde ya luchaba uno de sus hermanos mayores.
Tras la Guerra Civil, comenzó a participar en iniciativas culturales locales ligadas a la Acción Católica. Así publicó sus primeros poemas en Pregón de los Jóvenes de Acción Católica, un suplemento quincenal publicado por el periódico La Región, y en el boletín mensual Auria, de la Juventud Católica. Junto con otros escritores de Ourense formó el grupo literario Azor con José Luis Varela, el periodista Segundo Alvarado, Segundo Fernández Covelo y Pura Vázquez, con la que mantuvo una relación sentimental. Como parte de este grupo, en 1945 participó en la fundación de la revista Posío en la que actuó como redactor jefe. En esta publicación, en plena posguerra, colaboraron autores como Otero Pedrayo, Bouza Brey y Vicente Risco, aunque sólo se mantuvo un año. También participó en el espacio de poesía "Musa al Noroeste" de Radio Ourense en el que recitaba y comentaba poemas de autores gallegos clásicos como Ramón Cabanillas o Curros Enríquez, junto con sus propios versos y los de sus compañeros de Azor. 
Funcionario del Instituto Nacional de Previsión vivió desde finales de la década de 1940 en La Coruña. Allí ayudó a Ramón González-Alegre en la creación de Alba, otro título clave en la reactivación de la poesía gallega en la posguerra. También escribió el capítulo sobre Luis Santamaría de la obra Poesía Gallega Contemporánea coordinada por González-Alegre en 1954. Además, Alcaraz consiguió dos accésits en los Juegos Florales Hispanoamericanos coruñeses por "Camino de España" y "Hombre de Dios" y, en 1956, otro en los Juegos Florales de Orense por un poema sobre la ciudad: "Sueño y amor de ciudad". Además, a partir de 1952, comenzó a traducir a verso el Libro de los Salmos, el Libro de Job y el Cantar de los Cantares. Escrito en lengua gallega se conserva únicamente A estrela derradeira (en castellano: La estrella última). En 1954, en un artículo publicado en el periódico La Noche, Ramón González- Alegre, lo cita como uno de los poetas gallegos más importantes del momento junto con Díaz Castro, Luis Pimentel, Luz Pozo, Antón Tovar y Pura Vázquez.
Casado en 1950 con Sara Rey Rodríguez y padre de tres hijas, falleció en Orense el 26 de diciembre de 1957 a los 35 años, debido a complicaciones hepáticas. En 1979 el Ayuntamiento de Orense nombró una plaza en su honra con el nombre de "Poeta Alfonso Alcaraz". (42°20′39″N 7°52′53″O / 42.3441063, -7.8812802)

## Obras
La obra de Alfonso Alcaraz está marcada por sus profundas convicciones religiosas, como muestra que comenzara la traducción en verso de los Salmos, el Libro de Job y el Cantar de los Cantares tras unos ejercicios espirituales. Pero también estaba influido, en opinión de José Luis Varela por Bécquer y por la obra de Gerardo Diego, Rafael Alberti, Federico García Lorca, Antonio Machado, Guillén y Vicente Aleixandre, con las que estaba muy familiarizado. Su prematura muerte impidió la publicación de sus obras en vida. Los cientos de hojas escritas fueron organizados lo pones suyo albacea literario, Según Fernández Covelo, y José Luis Varela, que consiguieron el apoyo del Ayuntamiento de Orense, de la Diputación y de Caixa Ourense para publicar en 1962 una breve compilación bajo el título Mi vida está callada. En 1997, por el cuadragésimo aniversario de su muerte, Caixa Ourense editó una Antología Poética en dos tomos incluyendo sus traducciones de los Salmos, el Libro de Job y el Cantar de los Cantares. 

### Obras en español
- 1954, "Luis Santamaría: Su obra literaria. Caracteres de la línea poética en Luis Santamaría" en Poesía Gallega Contemporánea. Ensayo sobre literatura gallega. Pontevedra: Colección Huguin.
- 1962, Mi vida está callada. Orense: Hodire.
- 1997, Antología Poética. Orense: Caixa Ourense.